# Alissa Sajanowna Schambalowa
Alissa Sajanowna Schambalowa (russisch Алиса Саяновна Жамбалова; * 13. September 1994 in Sagan-Nur, Burjatien, Russland) ist eine russische Skilangläuferin.

## Werdegang
Schambalowa startete zu Beginn der Saison 2010/11 erstmals in Werschina Tjoi im Eastern-Europe-Cup und belegte dabei den 20. Platz im Sprint. Bei den Olympischen Jugend-Winterspielen 2012 in Innsbruck kam sie auf den 17. Platz im Sprint und den fünften Rang über 5 km klassisch. Zu Beginn der Saison 2012/13 erreichte sie in Werschina Tjoi mit dem zweiten Platz im Sprint ihre erste Podestplatzierung im Eastern-Europe-Cup. Im Januar 2013 holte sie bei den Nordischen Junioren-Skiweltmeisterschaften in Liberec die Bronzemedaille im Skiathlon und die Silbermedaille mit der Staffel. Im folgenden Monat debütierte sie in Sotschi im Weltcup und belegte dabei den 49. Platz im Sprint. Zu Beginn der folgenden Saison holte sie im Sprint in Werschina Tjoi ihren ersten Sieg im Eastern-Europe-Cup. Zudem errang sie dort über 5 km klassisch den zweiten Platz. Im weiteren Saisonverlauf erreichte sie weitere Top-Zehn-Platzierungen und errang damit den zweiten Platz in der Cupgesamtwertung. Aufgrund dieser guten Leistungen startete sie zum Saisonende bei vier Weltcuprennen. Dabei war der 45. Platz im 30-km-Massenstartrennen in Oslo ihr bestes Resultat. Bei den Nordischen Junioren-Skiweltmeisterschaften 2014 im Val di Fiemme gewann sie im Skiathlon und mit der Staffel jeweils die Silbermedaille.
Zu Beginn der Saison 2014/15 kam Schambalowa im Eastern-Europe-Cup in Werschina Tjoi mit dem dritten Platz über 10 km klassisch erneut aufs Podest. Die anschließende Nordic Opening in Lillehammer beendete sie auf den 64. Platz. Im Februar 2015 belegte sie bei den U23-Weltmeisterschaften in Astana über 10 km Freistil und im Skiathlon jeweils den 13. Platz und im Sprint den vierten Rang. Bei der letzten Saisonstation des Eastern-Europe-Cup in Rybinsk kam sie auf den vierten Platz im Sprint und den zweiten Platz im Skiathlon und erreichte damit den fünften Platz in der Cupgesamtwertung. Die folgende Saison begann für sie im Eastern-Europe-Cup in Werschina Tjoi mit Platz drei und eins im Sprint. Bei der Tour de Ski 2016, die sie auf den 39. Platz beendete, holte sie in Oberstdorf mit dem 25. Platz im Sprint ihre ersten Weltcuppunkte. Bei den U23-Weltmeisterschaften 2016 in Râșnov belegte sie den 23. Platz über 10 km Freistil, den 15. Rang über 10 km klassisch und den 14. Platz im Sprint. In der Saison 2016/17 kam sie bei der Tour de Ski 2016/17 auf den 30. Platz. Im Februar 2017 erreichte sie in Pyeongchang mit dem fünften Platz im Sprint ihre erste Top-Zehn-Platzierung im Weltcup. Bei den nordischen Skiweltmeisterschaften 2017 in Lahti errang sie den 23. Platz im 30-km-Massenstartrennen. Ende März 2017 wurde sie bei den russischen Meisterschaften in Chanty-Mansijsk Dritte im 30-km-Massenstartrennen und Zweite im Skiathlon. Die Tour de Ski 2017/18 beendete sie auf dem 20. Platz. Ihre beste Platzierung bei den Olympischen Winterspielen 2018 in Pyeongchang war der 15. Platz im 30-km-Massenstartrennen.
In der Saison 2018/19 errang Schambalowa mit vier Siegen im Eastern-Europe-Cup den zweiten Platz in der Gesamtwertung. Beim Saisonhöhepunkt, den nordischen Skiweltmeisterschaften 2019 in Seefeld in Tirol, lief sie auf den 21. Platz über 10 km klassisch. Bei der Winter-Universiade 2019 in Krasnojarsk gewann sie über 5 km klassisch, in der Verfolgung, im 15-km-Massenstartrennen und mit der Staffel. jeweils die Goldmedaille. Im April 2019 wurde sie in Kononowskaja russische Meisterin im Massenstartrennen über 30 km klassisch. Nach Platz 40 beim Ruka Triple zu Beginn der Saison 2019/20, errang sie den 24. Platz bei der Tour de Ski 2019/20 und den 22. Platz bei der Skitour. Sie erreichte damit den 35. Platz im Gesamtweltcup. In der Saison 2020/21 belegte sie den 30. Platz beim Ruka Triple und den 12. Rang bei der Tour de Ski 2021 und erreichte damit den 22. Platz im Gesamtweltcup und den 19. Rang im Distanzweltcup. Beim Saisonhöhepunkt, den Nordischen Skiweltmeisterschaften 2021 in Oberstdorf, lief sie auf den 31. Platz im 30-km-Massenstartrennen. In der folgenden Saison errang sie mit sechs zweiten, drei dritten Plätzen und einen ersten Platz den zweiten Platz in der Gesamtwertung des Eastern-Europe-Cups.

## Siege bei Continental-Cup-Rennen
| Nr. | Datum             | Ort              | Disziplin        | Serie              |
| --- | ----------------- | ---------------- | ---------------- | ------------------ |
| 1.  | 23. November 2013 | Werschina Tjoi   | Sprint Freistil  | Eastern Europe Cup |
| 2.  | 22. November 2015 | Werschina Tjoi   | Sprint klassisch | Eastern Europe Cup |
| 3.  | 26. Dezember 2018 | Krasnogorsk      | 15 km klassisch  | Eastern Europe Cup |
| 4.  | 11. Januar 2019   | Minsk-Raubitschy | 5 km klassisch   | Eastern Europe Cup |
| 5.  | 13. Januar 2019   | Minsk-Raubitschy | 10 km Freistil   | Eastern Europe Cup |
| 6.  | 8. Februar 2019   | Krasnogorsk      | 10 km klassisch  | Eastern Europe Cup |
| 7.  | 27. Februar 2022  | Tjumen           | 15 km Skiathlon  | Eastern Europe Cup |

## Teilnahmen an Weltmeisterschaften und Olympischen Winterspielen

### Olympische Spiele
- 2018 Pyeongchang: 15. Platz 30 km klassisch Massenstart, 17. Platz 10 km Freistil, 21. Platz 15 km Skiathlon, 44. Platz Sprint klassisch

### Nordische Skiweltmeisterschaften
- 2017 Lahti: 22. Platz 30 km Freistil Massenstart
- 2019 Seefeld in Tirol: 21. Platz 10 km klassisch
- 2021 Oberstdorf: 31. Platz 30 km klassisch Massenstart

## Platzierungen im Weltcup

### Weltcup-Statistik
Die Tabelle zeigt die erreichten Platzierungen im Einzelnen.
- 1.–3. Platz: Anzahl der Podiumsplatzierungen
- Top 10: Anzahl der Platzierungen unter den ersten zehn
- Punkteränge: Anzahl der Platzierungen innerhalb der Punkteränge
- Starts: Anzahl gelaufener Rennen in der jeweiligen Disziplin
- Hinweis: Bei den Distanzrennen erfolgt die Einordnung gemäß FIS.

| Platzierung               | Distanzrennen a | Distanzrennen a | Distanzrennen a | Distanzrennen a | Distanzrennen a | Skiathlon Verfolgung | Sprint | Etappen- rennen b | Gesamt | Team   | Team    |
| Platzierung               | ≤ 5 km          | ≤ 10 km         | ≤ 15 km         | ≤ 30 km         | > 30 km         | Skiathlon Verfolgung | Sprint | Etappen- rennen b | Gesamt | Sprint | Staffel |
| ------------------------- | --------------- | --------------- | --------------- | --------------- | --------------- | -------------------- | ------ | ----------------- | ------ | ------ | ------- |
| 1. Platz                  |                 |                 |                 |                 |                 |                      |        |                   |        |        |         |
| 2. Platz                  |                 |                 |                 |                 |                 |                      |        |                   |        |        |         |
| 3. Platz                  |                 |                 |                 |                 |                 |                      |        |                   |        |        |         |
| Top 10                    |                 | 4               |                 |                 |                 | 1                    | 1      |                   | 6      |        | 2       |
| Punkteränge               | 1               | 22              |                 | 3               | 1               | 11                   | 4      | 6                 | 48     |        | 4       |
| Starts                    | 4               | 34              | 2               | 4               | 1               | 20                   | 28     | 9                 | 102    |        | 4       |
| Stand: Saisonende 2020/21 |                 |                 |                 |                 |                 |                      |        |                   |        |        |         |

### Weltcup-Gesamtplatzierungen
| Saison  | Gesamt | Gesamt | Distanz | Distanz | Sprint | Sprint |
| Saison  | Punkte | Platz  | Punkte  | Platz   | Punkte | Platz  |
| ------- | ------ | ------ | ------- | ------- | ------ | ------ |
| 2015/16 | 9      | 94.    | 3       | 78.     | 6      | 63.    |
| 2016/17 | 91     | 52.    | 42      | 50.     | 45     | 36.    |
| 2017/18 | 112    | 53.    | 68      | 40.     | -      | -      |
| 2018/19 | 56     | 63.    | 56      | 45.     | -      | -      |
| 2019/20 | 184    | 35.    | 128     | 27.     | 1      | 88.    |
| 2020/21 | 270    | 22.    | 173     | 19.     | 7      | 74.    |